# أكتسيون إرنتيفست
أكتيون إرنتيفست ((بالألمانية: Operation مهرجان الحصاد)‏ إطلاق نار جماعي في الحرب العالمية الثانية قامت به قوات الأمن الخاصة وشرطة النظام وتشكيلات سوندرديان الأوكرانية في أراضي الحكومة العامة في بولندا المحتلة. استهدفت العملية الرامية إلى إبادة اليهود في معسكرات لوبلان بما في ذلك معسكر اعتقال مايدانيك وجميع معسكراته الفرعية. كان مرتبطًا بشكل وثيق بتصفية الحي اليهودي في لوبلان. أقيم أكتيون إرنتيفست في 3 و4 نوفمبر 1943.  بناءً على أوامر كريستيان ويرث وجاكوب سبورنبرغ، قُتل ما يقرب من 42000 إلى 43000 يهودي بولندي في وقت واحد. تقريبا تم القضاء على جميع القوى العاملة اليهودية، وبالتالي اختتمت عملية رينهارد.  
كانت عملية أكتيون إرنتيفست أكبر مذبحة ألمانية لليهود في الحرب بأكملها. لقد تجاوز عدد الذين تمت تصفيتهم في المذبحة سيئة السمعة لأكثر من 33000 يهودي في بابي يار خارج كييف من قبل 10000 ضحية. تم تجاوز عدد القتلى هذا من قبل مذبحة أوديسا عام 1941 بتصفية أكثر من 50000 يهودي في أكتوبر 1941، التي ارتكبتها القوات الرومانية.

## خلفية
كان توقيت العملية على ما يبدو ردا على الجهود المبذولة من اليهود الباقين على قيد الحياة لمقاومة النازية (على سبيل المثال، الانتفاضات في معسكرات الإبادة وسوبيبور وتريبلينكا، والمقاومة المسلحة في وارسو وبياليستوك ومعازل فيلنا). خافت قوات الأمن الخاصة من ثورات إضافية بقيادة يهودية في الحكومة العامة،  قبل الهجوم المضاد السوفيتي. لمنع المزيد من المقاومة، قررت إس إس قتل معظم اليهود الباقين الذين كانوا يعملون في مشاريع العمل القسري لل Ostindustrie (Osti) شركة مملوكة من قبل الإس إس، في حين سجناء معسكرات الاعتقال في ترونيكي وPoniatowa ومايدانيك، مع المخيمات الفرعية في Budzyn وKraśnik وPuławy وLipowa وغيرها. تم إصدار أمر للسجناء بحفر «خنادق مضادة للدبابات»، وبالتالي لم يكونوا على دراية بالهدف الحقيقي من هذه الخنادق الا وهو مقابر جماعية. 
كلفت كتيبة الشرطة الاحتياطية 101 التابعة لأوربو بتنفيذ أكتيون إرنتيفست حيث كان للكتيبة خبرة طويلة في المنطقة قبل عام 1943. وشاركت في تصفية الأحياء اليهودية في منطقة لوبلين في الحكومة العامة. أجرى أعضاء الكتيبة عمليات إبعاد وترحيل إلى معسكرات الإبادة تريبلينكا وماجدانيك كجزء من <i id="mwUg">أكتيون راينهارد</i>، لكن في مناسبات عديدة ارتكبوا جرائم قتل جماعية، بما في ذلك مذبحة جوزيفو غيتو مع 1500 ضحية، ومذبحة ميدزيزيك غيتو في أواخر عام 1942.  الرجال من الكتيبة شرطة الاحتياط 101 عملت جنبا إلى جنب مع الرجال Trawniki من أوكرانيا، وبالفعل منذ أغسطس 1942 بارتكاب جرائم حرب في سلسلة من المواقع الأخرى في بولندا بما في ذلك Łomazy وRadzyń وŁuków، كونسكوولا (مجزرة في المستشفى)، Komarówka وتوماشوف وSerokomla وTalczyn وكوك وغيرها.  
كانت «إرنتيفست» أكبر مذبحة في يوم واحد في معسكر واحد في الهولوكوست تحت الاحتلال الألماني المباشر،  بلغ مجموع جرائم القتل 43000 في ثلاثة مواقع قريبة.  بدأ الفجر في 3 نوفمبر 1943. في المعسكر الرئيسي فضلا عن محتشدات ترونيكي وPoniatowa الفرعية لمعسكر الإبادة مايدانيك كان محاطا بافراد الإ إس وكتيبة الشرطة الاحتياطية 101 (وحدة من شرطة النظام الألمانية من هامبورغ) وفرقة من هيوي يسمون «رجال ترونيكي» من أوكرانيا. تم إخراج اليهود من المعسكرات في مجموعات وأطلقوا النار عليهم داخل الحفر المحفورة خصيصًا لهذا الغرض.

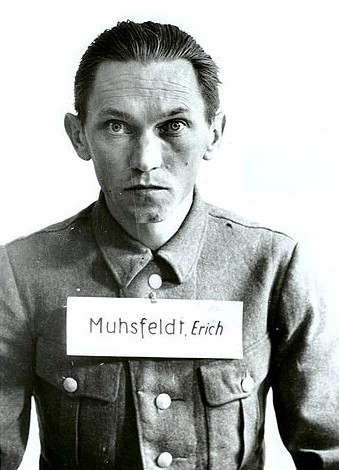
الجلاد إريك موسفيلد في محاكمة أوشفيتز لعام 1947 في كراكوف